# Saramacca
Saramacca ist ein Distrikt in Suriname. Er grenzt im Norden an den Atlantik, im Westen an den Distrikt Coronie, im Süden und Südosten an den Distrikt Para und im Nordosten an den Distrikt Wanica.
Der Distrikt ist von der Landwirtschaft geprägt. Traditionell wurde diese von relativ kleinen Familienbetrieben dominiert. Mittlerweile gibt es auch größere Betriebe, in denen vor allem Reis und Bananen angebaut werden.
Ebenfalls bedeutend ist der Tourismus. Besonders viele Ornithologen besuchen den Distrikt wegen seiner Vielfalt an Vögeln.
Im Parlament (De Nationale Assemblée) ist der Distrikt Saramacca mit drei Abgeordneten vertreten.

## Geschichte
Der Distrikt wurde 1983 gegründet, doch seine Geschichte reicht bis ins Jahr 1790 zurück, als die erste Plantage eröffnet wurde. Bis 1936 war Saramacca nur per Boot erreichbar. Mit dem Bau einer Straße nach Paramaribo, die heute Teil der East-West Link ist, wurde die Isolation des Distrikts aufgehoben.
1982 wurde in Saramacca Erdöl entdeckt, was der Wirtschaft des Distrikts einen Aufschwung verlieh. Am 13. Dezember 2014 eröffnete die Staatsolie Maatschappij Suriname, eine Erdölraffinerie.

## Verwaltungsgliederung
Der Distrikt Saramacca ist seinerseits wiederum in folgende sechs Ressorts gegliedert (dezentralisiert):
- Calcutta
- Groningen
- Jarikaba
- Kampong Baroe
- Tijgerkreek
- Wayamboweg